# Sankt Vith
Sankt Vith (fr. Saint‐Vith, wa. Sint-Vit, lb. Sankt-Väit) – miasto w południowo-wschodniej Belgii, w Regionie Walońskim, w prowincji Liège, w okręgu Verviers. 1 stycznia 2024 roku liczyło 10 071 mieszkańców. Leży we wspólnocie niemieckojęzycznej. Pod względem powierzchni jest największym miastem w prowincji.

## Historia
W dniach 17–23 grudnia 1944 Sankt Vith stało się teatrem walk pomiędzy wojskami amerykańskimi i niemieckimi. Niemcy, posuwając się naprzód w swej ofensywie, dotarli do miasta 17 grudnia. Opanowali je dopiero 20 grudnia, a pobliskie skrzyżowanie, na które wycofali się Amerykanie, 23. To opóźnienie pozwoliło Brytyjczykom pod Dinant umocnić się i ostatecznie odeprzeć ofensywę.

## Podział administracyjny
W skład miasta wchodzą cztery dzielnice (section):
- Crombach
- Lommersweiler
- Recht
- Schoenberg (Schönberg)

## Współpraca
Miejscowość partnerska:
- Kerpen, Niemcy